# Gunther Moss
 (janvier 2024).
Pour les articles homonymes, voir Moss.
Gunther Moss (né le 12 mars 1989 à Ebolowa dans la région du Sud Cameroun) est dessinateur des bandes dessinées, scénariste et dessinateur de presse camerounais. Il est connu pour sa série humoristique Laff Lafrikain, publiée aux éditions L'Harmattan, et pour son webtoon La vie c'est la bastonnade, diffusé sur la plateforme Webtoon Factory.

## Biographie
Gunther Moss Ebale II est le fils d'un père amateur de dessin. Il commence à dessiner dès l'âge de deux ans, en s'inspirant des bandes dessinées de la bibliothèque familiale. Il suit des études de sociologie à l'université de Yaoundé I, puis se lance dans le dessin de presse et la bande dessinée. Il travaille pour les journaux 100 pour cent jeune, L'Anecdote, Le Calame et 1-Zero.
En 2014, il publie le premier tome de sa série Laff Lafrikain, une série de bande dessinée humoristique qui raconte les aventures de Laff, un père de famille polygame qui vit dans un village du Cameroun. Laff doit faire face aux défis de la modernité, de la tradition et de la communauté, tout en profitant de la vie avec humour et tendresse. La série se compose de trois tomes, publiés entre 2014 et 2020 par L'Harmattan.
En 2020, il rejoint les éditions Dupuis, en Belgique, pour participer au projet Moabi Factory, une collection de webtoons consacrés à l'Afrique. Il crée alors La vie c'est la bastonnade, une autobiographie partielle, qui raconte son parcours depuis le lycée jusqu'à ce qu'il rejoigne le milieu professionnel.
Gunther Moss a été invité au Festival international de la bande dessinée d'Alger, Festival quai des bulles, Fescarhy.

## Œuvres

### Bandes dessinées
- Laff Lafrikain, scénario et dessin de Gunther Moss, éditions L'Harmattan :
  - Tome 1 : Laff Lafrikain : Le retour au village, 2014
  - Tome 2 : Laff Lafrikain : La vie au village, 2016
  - Tome 3 : Laff Lafrikain : L'homme blanc au village, 2020[7].
- La vie c'est la bastonnade, scénario et dessin de Gunther Moss, éditions Dupuis, collection Webtoon Factory, 2020[8].

### Dessins de presse
- 100 pour cent jeune, journal jeunesse, 2008-2010[9].
- L'Anecdote, journal satirique, 2010-2012[10].
- Le Calame, journal d'information, 2012-2014.
- 1-Zero, journal sportif, 2014.